# 1881
Промислова революція •  Колоніальні імперії •  Національно-визвольні рухи • Робітничий рух

## Геополітична ситуація
У Росії убитого імператора Олександра II змінив його син Олександр III (до 1894). Російській імперії належить більша частина України, значна частина Польщі, Бессарабія, Закавказзя, Фінляндія, Бухарське ханство, Хівинське ханство. Україну розділено між двома державами — Королівство Галичини та Володимирії належить Австрії, Правобережжя, Лівобережжя та Крим — Російській імперії.
В Османській імперії править султан Абдул-Гамід II (до 1909). Під владою османів перебувають Близький Схід та Єгипет, Середземноморське узбережжя Північної Африки частина Балкан, автономна Болгарія.
В Австро-Угорщині править Франц-Йосиф I (до 1916). Імперія охоплює, крім австрійських та угорських земель, Хорватію, Трансильванію, Богемію. Німецьку імперію очолює Вільгельм I (до 1888). Баварське королівство — Людвіг II (до 1886).
У Франції при владі Третя французька республіка. Франція має колонії в Алжирі, Карибському басейні, Південній Америці в Індокитаї та Індії. Королівство Іспанія очолює Альфонс XII (до 1885). Іспанії належать частина островів Карибського басейну, Філіппіни. У Португалії править Луїш I (до 1889). Португалія має володіння в Африці, Індії, Індійському океані й Індонезії.
У Великій Британії триває Вікторіанська епоха — править королева Вікторія (до 1901). Британська імперія має колонії в Північній Америці, на Карибах, в Африці та Індії. Королівство Нідерланди очолює Віллем III (до 1890). Король Данії та Норвегії — Кристіан IX (до 1906), Оскар II сидить на шведському троні (до 1907), на троні Королівства Італія — Умберто I (до 1900).
Бразильську імперію очолює Педру II (до 1889). На посаді президента США убитого Резерфорда Гейза змінив Честер Алан Артур. Територію на півночі північноамериканського континенту займає Канадська конфедерація (домініон Великої Британії), територія на півдні континенту належить Мексиці.
В Ірані при владі Каджари. Владу над Індостаном утримує Британська корона. У Бірмі править династія Конбаун, у В'єтнамі — династія Нгуєн, у Сіамі — династія Чакрі. У Китаї володарює Династія Цін. У Японії триває період Мейдзі.

## Події

### В Україні
- Олену Косач було переведено до Сибіру
- У Харкові відкрився перший в Україні шаховий клуб.
- У Львові почав виходити місячник «Світ».
- Іван Франко почав друкувати повість «Борислав сміється».
- У Російській імперії, зокрема на українських землях, почалися єврейські погроми.

### У світі
- 24 лютого підписано Договір про Ілійський край між імперською Росією та Цінським Китаєм.
- 13 березня члени організації Народна воля убили російського імператора Олександра II. На трон зійшов син убитого Олександр III.
- 23 березня підписанням мирної угоди закінчилася Перша англо-бурська війна.
- 12 травня Туніс став французьким протекторатом.
- 22 травня Кароля I короновано королем Румунії.
- 18 червня відновився Союз трьох імператорів.
- 28 червня підписана Австро-сербська конвенція, яка фактично поставила Сербію під австрійський протекторат.
- 2 липня відбувся замах на президента США Джеймса Гарфілда — його смертельно поранено.
- 14 липня застрелили американського розбійника Біллі Кіда.
- 3 серпня підписано Преторійську конвенцію між бурами й британцями.
- 19 вересня американський президент Джеймс Гарфілд помер. Його змінив віцепрезидент Честер Алан Артур.

### У суспільному житті
- У Берліні запустили перший у світі електричний трамвай.
- Засновано
  - Канадську тихоокеанську залізницю.
  - Університет Коннектикуту.
  - Університет Таскігі у США.
  - Місто Кіншаса в Африці.
  - Ватиканський апостольський архів.
  - Університет Мейдзі та Університет Хосей в Японії.
- У Лондоні пройшов Перший міжнародний з'їзд анархістів.
- Еліезер Бен-Єгуда почав розмовляти сучасним івритом.

### У науці
- Микола Бенардос винайшов дугове зварювання.
- Доказано, що кінь Пржевальського є окремим видом.
- Саймон Ньюком уперше сформулював закон Бенфорда.
- Проведено перший сучасний кесарів розтин.
- Луї Пастер відкрив вакцину від сибірки.

### У мистецтві
- Почалася серіалізація казки Карло Коллоді «Піноккіо».
- Роберт Луїс Стівенсон почав друкувати «Острів скарбів».
- Відбулася прем'єра опери Жака Оффенбаха «Казки Гофмана».
- Завершилося будівництво Лондонського музею природознавства.

### У спорті
- Засновано Міжнародну федерацію гімнастики.
- Відбувся перший міжнародний матч Уельсу з регбі — Англія перемогла Уельс 8-0.
- Перший національний чемпіонат США з тенісу виграв Річард Сірс.

## Народились
Див. також Категорія:Народились 1881
- 4 лютого — Ворошилов Климент Єфремович, радянський військовий і державний діяч.
- 12 лютого — Павлова Анна Павлівна, російська балерина.
- 12 березня — Мустафа Кемаль Ататюрк, турецький політичний діяч, засновник і перший президент Турецької республіки (1923—1938).
- 23 березня — Роже Мартен дю Гар, французький письменник.
- 25 березня — Бела Барток, угорський композитор, піаніст, музичний фольклорист.
- 29 березня — Марійка Підгірянка, українська поетеса.
- 4 травня — Керенський Олександр Федорович, голова Тимчасового уряду Росії (1917).
- 24 червня — Котовський Григорій Іванович, командир більшовицьких загонів у період громадянської війни в Україні (1918—1920 рр).
- 6 серпня — Александер Флемінг (англ. Alexander Fleming), шотландський бактеріолог, першим винайшов антибіотик пеніцилін, лауреат Нобелівської премії з медицини 1945 року (пом. 1955).
- 12 серпня — Сесіл Деміль, американський кінорежисер, продюсер.
- 29 серпня — Валері Ларбо, французький письменник.
- 15 вересня — Етторе Бугатті, італійський конструктор спортивних і напівспортивних автомобілів.
- 1 жовтня — Боїнг Вільям, американський авіаконструктор.
- 24 грудня — Хуан Рамон Хіменес (Juan Ramón Jiménez), іспанський поет, лауреат Нобелівської премії.

## Померли
Див. також Категорія:Померли 1881
- 1 березня — Олександр ІІ, в Петербурзі (замах народників)
- 19 вересня — Джеймс Гарфілд, президент США (від смертельного поранення)